# Рэндалл, Коннор
Коннор Стивен Рэндалл (англ. Connor Steven Randall; род. 21 октября 1995, Ливерпуль) — английский футболист, защитник клуба «Росс Каунти».

## Клубная карьера

### Начало карьеры
Рэндалл родился в городе Керби, позже переехал в село Меллинг, окончил начальную школу Меллинга и среднюю школу города Мэгхал. С ранних лет играл в клубе «Waddicar Dolphins», который тренировал его отец, именно там он был замечен и подписал в шестилетнем возрасте контракт с «Ливерпулем». Рэндалл был капитаном молодёжной (до 18 лет) и юношеской (до 21 лет) команды «Ливерпуля».
17 января 2015 года был отдан в месячную аренду во вторую английскую лигу в клуб «Шрусбери Таун». Дебютировал в новом клубе 14 февраля, заменив Джермейна Грандисона на 90-й минуте в матче против «Уимблдона», в котором «Шрусбери» выиграл со счётом 2:0. Этот матч был единственным в его аренде.
17 сентября 2015 года был впервые заявлен в основной состав «Ливерпуля» в матче Лиги Европы против «Бордо». 28 октября Рэндалл дебютировал за «красных» в матче кубка лиги против «Борнмута»" на Энфилде. Тот матч закончился со счётом 1:0. 2 декабря он принял участие в следующем раунде того же турнира, помогая «Ливерпулю» громить «Саутгемптон» со счётом 6:1 на стадионе Сэнт-Марис. 9 декабря 2015 года Коннор продлил контракт с «Ливерпулем», а 17 апреля 2016 дебютировал в Премьер-лиге в матче против «Борнмута», который закончился со счётом 2:1 в пользу «мерсисайдцев».
28 июля 2017 года Рэндалл ушёл в аренду в шотландскую Премьер-лигу в клуб «Харт оф Мидлотиан» до конца сезона. В следующем сезоне он присоединился к «Родчейлу».

## Международная карьера
Коннор представлял сборную Англии до 17 лет на чемпионате Северной Европы по футболу до 17 лет в 2011 году. Он сыграл 4 матча и забил 1 гол в матче плей-офф против сборной Финляндии.

## Клубная статистика
| Выступление       | Выступление              | Выступление      | Чемпионат | Чемпионат | Кубок | Кубок | Прочие | Прочие | Итого | Итого |
| Клуб              | Лига                     | Сезон            | Игры      | Голы      | Игры  | Голы  | Игры   | Голы   | Игры  | Голы  |
| ----------------- | ------------------------ | ---------------- | --------- | --------- | ----- | ----- | ------ | ------ | ----- | ----- |
| Шрусбери Таун     | Вторая лига              | 2014/15          | 1         | 0         | 0     | 0     | 0      | 0      | 1     | 0     |
| Шрусбери Таун     | Итого                    | Итого            | 1         | 0         | 0     | 0     | 0      | 0      | 1     | 0     |
| Ливерпуль         | Английская Премьер-лига  | 2015/16          | 3         | 0         | 5     | 0     | 1      | 0      | 9     | 0     |
| Ливерпуль         | Итого                    | Итого            | 3         | 0         | 5     | 0     | 1      | 0      | 9     | 0     |
| Харт оф Мидлотиан | Шотландская Премьер-Лига | 2017/18          | 24        | 0         | 3     | 0     | 0      | 0      | 27    | 0     |
| Харт оф Мидлотиан | Итого                    | Итого            | 24        | 0         | 3     | 0     | 0      | 0      | 27    | 0     |
| Рочдейл           | Первая лига              | 2018/19          | 0         | 0         | 1     | 0     | 0      | 0      | 1     | 0     |
| Рочдейл           | Итого                    | Итого            | 0         | 0         | 1     | 0     | 0      | 0      | 1     | 0     |
| Всего за карьеру  | Всего за карьеру         | Всего за карьеру | 28        | 0         | 9     | 0     | 1      | 0      | 38    | 0     |